# كوثبرت ويليام جونسون
كوثبرت ويليام جونسون (21 سبتمبر 1799 - 8 مارس 1878) محامي إنجليزي وكاتب زراعي.

## حياته
ولد في بروملي، كنت، في 21 سبتمبر 1799، وكان الابن الأكبر الحي لوليام جونسون من ليفربول، ومن ويدمور هاوس، بروملي، كنت. كان جورج ويليام جونسون شقيقه، وكانا يعملان معًا لبعض الوقت في أعمال الملح الخاصة بوالدهما في هيبريدج، مالدون، إسيكس .
مع شقيقه، تم قبول جونسون كعضو في نزل جرابز في 6 يناير 1832، وتم استدعاؤه إلى نقابة المحامين في 8 يونيو 1836. كان لديه غرف في 14 مربع نزل جرايز السكني، وذهب إلى الدائرة الغربية، وحضر جلسات وينشستر وهامبشاير.
كان جونسون معروفًا على نطاق واسع بأنه سلطة في الأمور الزراعية. شارك في التحريض الذي أدى إلى إقرار قانون الصحة العامة لعام 1848، وكان لسنوات عديدة رئيس مجلس الصحة المحلي في كرويدون. انتخب زميلاً للجمعية الملكية في 10 مارس 1842. توفي في منزله، والدرنهورست، كرويدون، في 8 مارس 1878.

## أعماله
كتب جونسون يعمل مع شقيقه. أهم الأعمال التي نشرها بنفسه، وجميعها نُشرت في لندن، كانت:
- استخدام العظام المكسرة كسماد، 1836 ؛ التعديل الثالث. نفس العام.
- حياة السير إدوارد كوك، 2 مجلدات. 1837.
- مزايا السكك الحديدية في الزراعة، مع ملاحظات حول الأهمية العامة للسكك الحديدية لجورج ويليام جونسون، 1837 ؛ التحرير الثاني. نفس العام.
- قانون الكمبيالات والسندات الإذنية والشيكات، وج.التحرير الثاني. 1839.
- على الأسمدة، 1839 ؛ التعديل الثالث. 1851.
- موسوعة المزارعين ومعجم الشؤون الريفية، 1842 ؛ تم تحريره للاستخدام الأمريكي بواسطة الحاكم ايمرسون .
- الكيمياء الزراعية لصغار المزارعين، 1843.
- قاموس المزارع الطبي لأمراض الحيوانات، 1845.
- قوانين تعزيز الصحة العامة، ١٨٤٨-١٥١، ١٨٥٢.

مع إدوارد كريسي، كتب جونسون عن أكواخ العمال الزراعيين، 1847. من عام 1840 أدار تقويم وتقويم المزارع مع ويليام شو . من عام 1843 عمل مع كتاب آخرين لإخراج السجل السنوي للتعليم الزراعي . ترجم في عام 1844 مبادئ الزراعة لألبريشت ثائر من الألمانية.

## عائلته
تزوج جونسون من ماري آن جوير، الابنة الكبرى لريتشارد هول جاور، في عام 1844. توفيت عام 1861.